# DEURAG
Die DEURAG Deutsche Rechtsschutz-Versicherung AG ist der Rechtsschutzversicherer der Signal Iduna Gruppe. Gegenstand der Geschäftstätigkeit, die sich auf Deutschland erstreckt, ist der Betrieb aller Arten der Rechtsschutzversicherung. Der Standort und Sitz der Hauptverwaltung des Unternehmens ist Wiesbaden. Als Ansprechpartner für freie Vertriebspartner agieren weitere Beschäftigte im Außendienst in den Gebietsdirektionen Berlin, Hamburg, Dortmund, Leipzig, Dresden, Köln, Frankfurt, Nürnberg, Karlsruhe, Stuttgart und München.
Im Geschäftsjahr 2021 erzielte die DEURAG etwa 177,9 Mio. Euro Beitragseinnahmen. Die DEURAG ist der elftgrößte Rechtsschutzversicherer Deutschlands.

## Geschichte
Die DEURAG wurde 1956 durch den Rechtsanwalt Wolfgang Schuppli in Wiesbaden als Deutsche Rechtsschutz-Versicherung AG gegründet. 1973 wurde der Rechtsschutzspezialist in DEURAG Deutsche Rechtsschutz-Versicherung AG umbenannt. 1982 übernahm die Continentale Krankenversicherung mit 50,1 Prozent die Mehrheit an der DEURAG. Zwei Jahrzehnte später trennte sich die Continentale von dieser Beteiligung wieder.
Seit Ende 2008 ist die DEURAG ein Unternehmen der Signal-Iduna-Gruppe. Die Anteile des Unternehmens werden zu 100 % von der alleinigen Gesellschafterin Signal Iduna Allgemeine Versicherung AG, Dortmund, gehalten. 2010 verstärkte die DEURAG die eigene Rechtsschutzkompetenz zusätzlich durch die Verschmelzung mit der ALLRECHT Rechtsschutzversicherung AG. Die Marke ALLRECHT Rechtsschutzversicherungen besteht für den Vertrieb der Signal-Iduna-Gruppe und der Münchener Verein Versicherungsgruppe fort.

## Vertrieb
Die DEURAG verfolgt eine Zwei-Marken-Strategie auf zwei Vertriebswegen. Die Marke ALLRECHT Rechtsschutzversicherungen wird über den Ausschließlichkeitsvertrieb der Signal-Iduna-Gruppe und der Münchener Verein Versicherungsgruppe vertrieben. Der Vertrieb der Marke DEURAG erfolgt über freie Vertriebspartner (Makler und Mehrfachagenten).

## Tochtergesellschaften
- RSS Rechtsschutz-Service-GmbH (Leistungsbearbeitung)
- ITC Consult GmbH (Elektronische Datenverarbeitung)